# Rosewood Hotels & Resorts
Rosewood Hotels & Resorts es una cadena internacional de hoteles y resorts de lujo que gestiona veintiocho hoteles en dieciséis países diferentes. Actualmente es propiedad del Rosewood Hotel Group, con sede en Hong Kong (llamado New World Hospitality hasta mayo de 2013). Fue fundada en Dallas (Texas) en 1979 por Caroline Rose Hunt, hija del magnate petrolero H. L. Hunt. En 2011, la empresa fue vendida por Rosewood Corp. y Maritz, Wolff & Co. a New World Hospitality por 229 millones de dólares, junto con cinco de sus propiedades, que fueron vendidas por 570 millones de dólares. Organizada por el bufete de abogados Perkins Coie, esta operación fue premiada como «fusión o adquisición del año 2011» por la Americas Lodging Investment Summit.

## Historia
Caroline Rose Hunt fundó Rosewood en 1979 con la intención de crear hoteles de lujo de estilo residencial que proporcionaran a sus huéspedes unos servicios extensos y personalizados. Un año después, Hunt transformó la mansión del magnate del algodón Sheppard King en el primer hotel de Rosewood, The Mansion on Turtle Creek, situada en el exclusivo barrio de Turtle Creek de Dallas.

### Adquisición por el Rosewood Hotel Group
La empresa Rosewood Hotel Group (llamada New World Hospitality hasta mayo de 2013) es una filial de Chow Tai Fook, una empresa privada de Hong Kong. Previamente, el Rosewood Hotel Group era la división de gestión de hoteles de New World China Land, una filial del New World Group. La empresa anunció en junio de 2011 que había firmado un acuerdo para adquirir Rosewood Hotels & Resorts a Rosewood Corp. y Maritz, Wolff & Co. La directora ejecutiva del Rosewood Hotel Group, Sonia Cheng, afirmó que el acuerdo «representa una dirección estratégica para que nuestra compañía establezca una presencia robusta en el sector internacional de la hostelería de lujo y, especialmente por nuestra fuerte base asiática, Rosewood estará posicionada para un crecimiento global acelerado sustancialmente». Añadió que la empresa «valoraría y protegería el legado, el personal y la reputación de Rosewood», mientras que Caroline Hunt, presidenta honoraria de Rosewood Hotels & Resorts, dijo que era un «motivo de satisfacción» que Rosewood se una a una empresa que «aprecia el patrimonio de Rosewood y los valores en los que se basa». El acuerdo fue completado el 29 de julio de 2011 y el Rosewood Hotel Group afirmó en una nota de prensa que Rosewood funcionaría como la marca de súper-lujo de su negocio y que tenía la intención de duplicar el tamaño de su cartera de propiedades en un plazo de cinco años.

## Propiedades y ubicaciones

### América

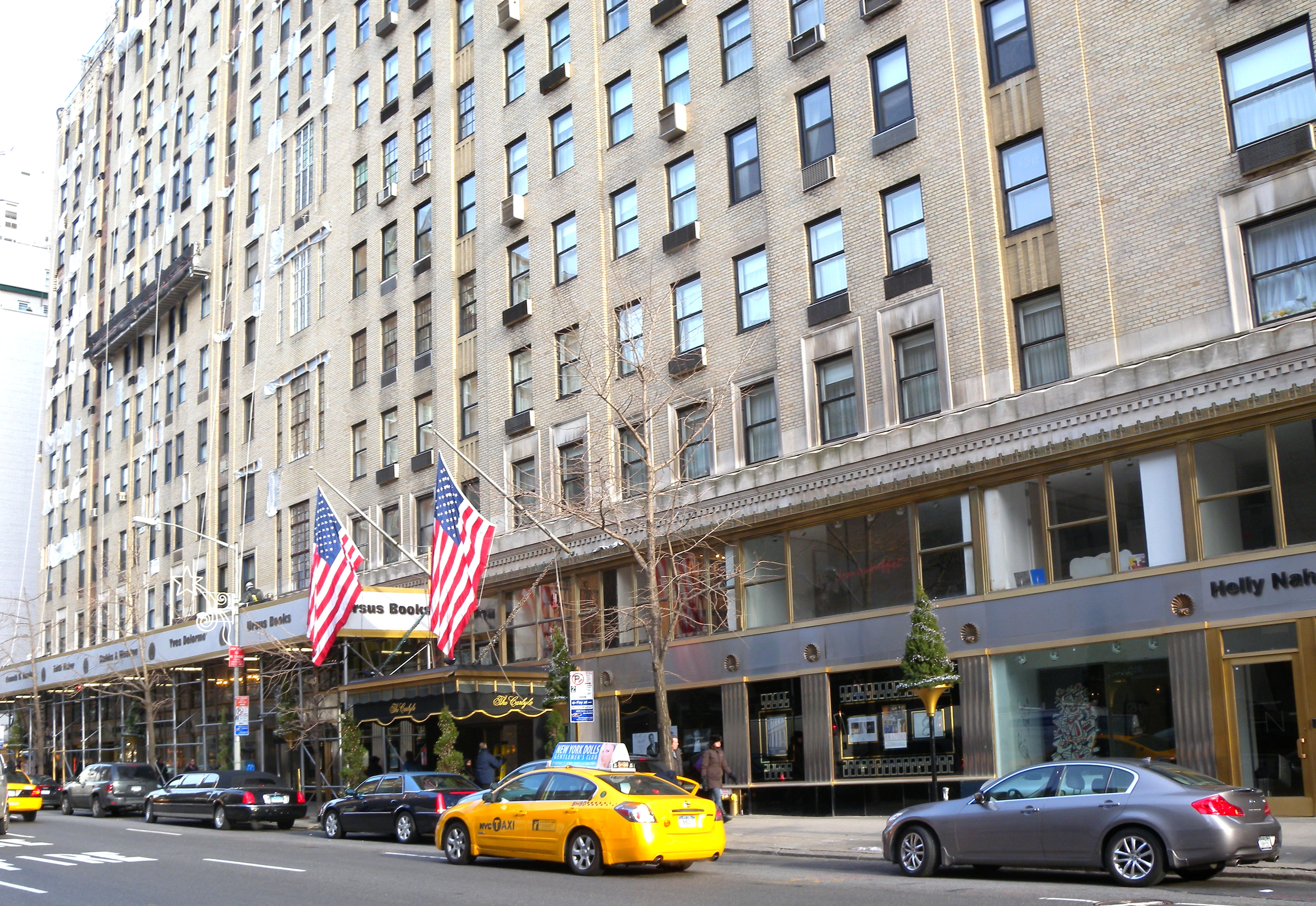
The Carlyle, A Rosewood Hotel.

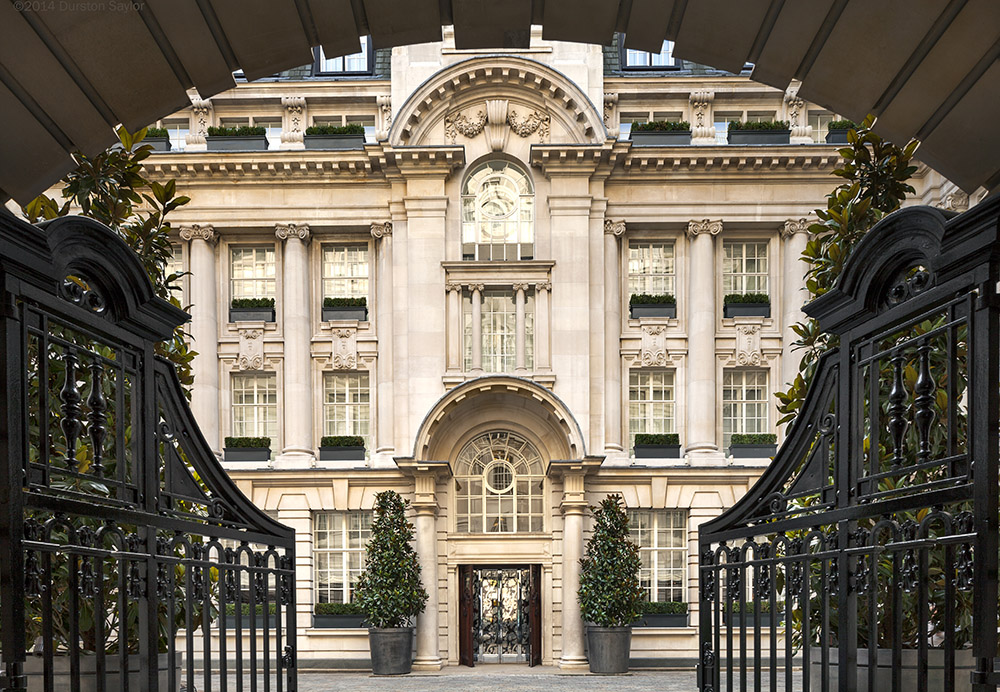
Rosewood London.

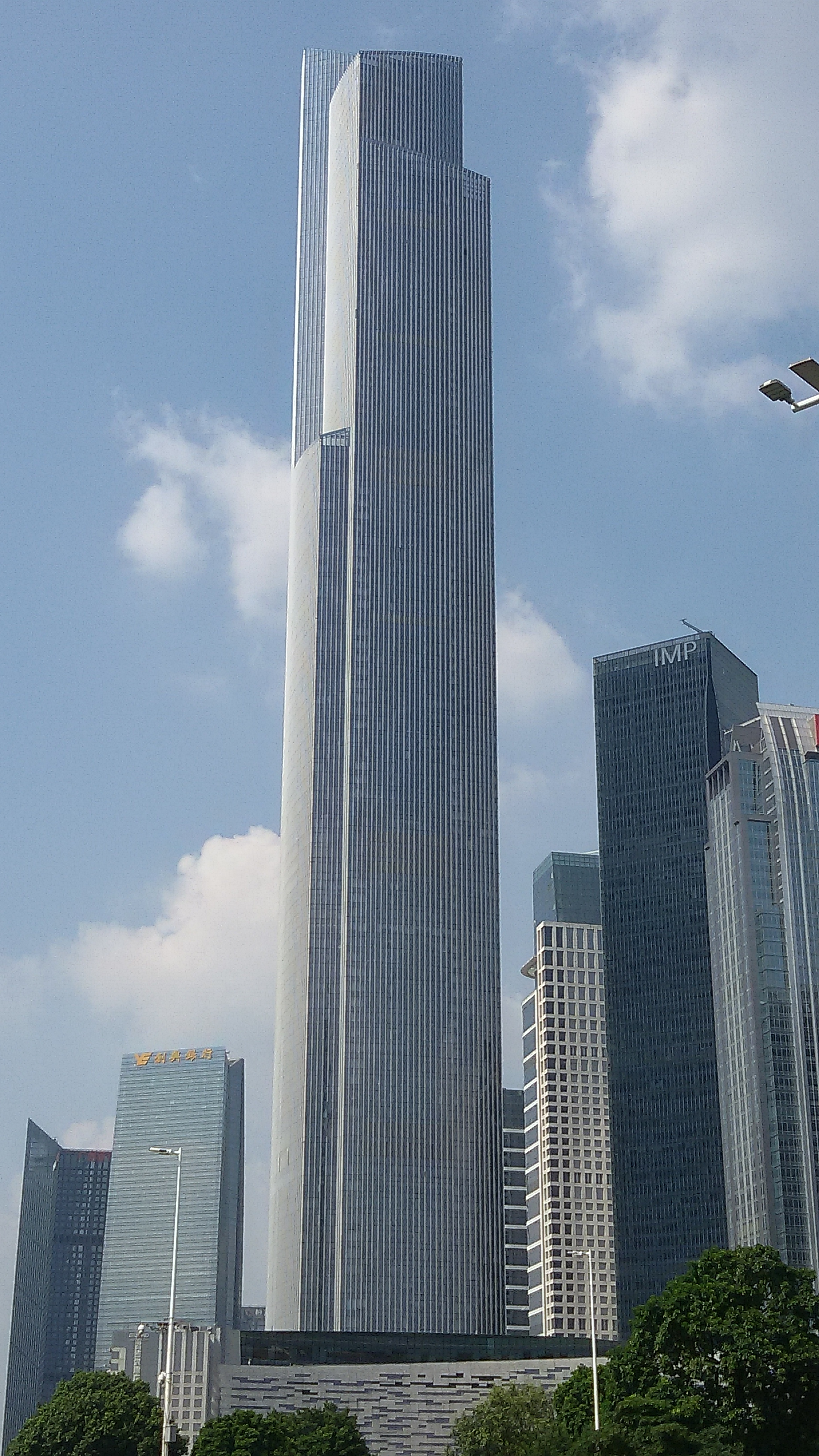
Rosewood Guangzhou.

- Rosewood Mansion on Turtle Creek (Dallas)
- Rosewood Hotel Georgia (Vancouver)
- The Carlyle, A Rosewood Hotel (Nueva York)
- Rosewood CordeValle (California)
- Rosewood Inn of the Anasazi (Nuevo México)
- Rosewood Sand Hill (California)
- Rosewood Washington D. C. (Georgetown)
- Rosewood Miramar Beach (Montecito)
- Las Ventanas al Paraiso, A Rosewood Resort (México)
- Rosewood Mayakoba (México)
- Rosewood San Miguel de Allende (México)
- Rosewood Little Dix Bay (Islas Vírgenes Británicas)
- Rosewood Bermuda
- Rosewood Baha Mar (Bahamas)
- Rosewood São Paulo (Brasil)

### Europa
- Rosewood London (Londres)
- Rosewood Castiglion del Bosco (Toscana)
- Hôtel de Crillon, A Rosewood Hotel (París)
- Rosewood Villa Magna (Madrid)

### Oriente Medio
- Rosewood Jeddah (Yeda)
- Rosewood Abu Dhabi (Abu Dhabi)

### Asia
- Rosewood Beijing (Pekín)
- Rosewood Sanya (China)
- Rosewood Phuket (Tailandia)
- Rosewood Luang Prabang (Laos)
- Rosewood Hong Kong (Victoria Dockside)
- Rosewood Bangkok (Tailandia)
- Rosewood Phnom Penh (Camboya)
- Rosewood Guangzhou (CTF Finance Centre)
- Rosewood Yangon (Birmania)